# 太平庄站 (通辽市)
太平庄站是一个京通线上的铁路车站，位于内蒙古自治区通辽市科尔沁区余粮堡镇，建于1980年，目前为四等站，邮政编码为028029。目前客运：办理旅客乘降；行李、包裹托运；不办理货运营业。